# Vlag van Sucre (Venezuela)

Vlag van Sucre

Vlag van Sucre, 1965-2002

De vlag van Sucre wordt gevormd door twee driehoeken, een witte en een blauwe, met in de witte driehoek het wapen van Sucre en in de blauwe driehoek vijftien witte vijfpuntige sterren.
De witte kleur symboliseert reinheid, zuiverheid, de witte stranden en de zoutwinning. Het blauw staat voor dapperheid, vrijgevigheid en de heldere Caribische Zee.
De vijftien sterren staan voor de vijftien gemeenten van de staat. Toen de vlag, de oudste deelstatelijke vlag in Venezuela, in 24 november 1965 in gebruik werd genomen, telde de vlag nog elf sterren — Sucre bestond toen ook uit elf gemeenten. Deze elf sterren stonden in de vorm van de letter W.
Volgens Spectrum Vlaggenboek is de vlag met 10 sterren.